# Макарена Симари Биркнер
Макарена Симари Биркнер (шп. Macarena Simari Birkner; Сан Карлос де Барилоче, 22. новембар 1984) је аргентинска алпска скијашица, која се такмичи у свим дисциплинама алпског скијања. Њена два старија брата и сестра Кристијан Хавијер и Марија Белен су такође активни у скијашким такмичењима.
Макарена је после њене сестре Марије Белен шест пута била друга скијашица у Јужноамеричком купу од 2001. до 2006, 2009. је први пут у освојила куп у укупном пласману, а 2010 је прва у слалому и велеслалому. Вишеструка је првакиња Аргентине.
У Светском купу се такмичи још од 1999. године. Учествовала је у преко 70 трка, а само једном је освојила бодове и то 2005. године, као 20. на првом Светском купу у суперкомбинацији за жене у Сан Сикарију.
На Зимским олимпијским играма учествовала је три пута као члан аргентинског тима: 2002. у Солт Лејк Ситију, 2006. у Торину и 2010. у Ванкуверу. Најбољи резултат у 13 олимпијских трка постигла је освајањем 17. места у комбинацији 2002.
Макарена Симари Биркнер је учествовала на пет Светских првенстава у алпском скијању (2001. Сент Антон, 2003. Санкт Мориц, 2005. Бормио / Санта Катерини, 2009. Вал д'Изер и 2011. Гармиш-Партенкирхен). Њени најбољи резултати на светским првенствима су постигнути у комбинацији и суперкомбинацији — 21. место у Санкт Морицу 2003. и Гармиш-Партенкирхену 2011.

## Резултати
- Зимске олимпијске игре

2002. Солт Лејк Сити
спуст — 34; слалом - није зав.; велеслалом — 34; супервелеслалом — 31.
2006. Торино
слалом - 31; велеслалом — 31; супервелеслалом — није зав.; комбинација — 26.
2010. Ванкувер
слалом - 36; велеслалом — 45; супервелеслалом — 32; комбинација — 26.
- Светско првенство у алпском скијању

2001. Сент Антон
слалом - 32; велеслалом — није зав.; комбинација — 21.
2003. Санкт Мориц
слалом - 37; велеслалом — није зав.; супервелеслалом — 43.
2005. Бормио / Санта Катерина
слалом - 26; велеслалом — 23.
2009. Вал д'Изер
спуст — 30; слалом - 30; велеслалом — 37; суперкомбинација — 23.
2011. Гармиш-Партенкирхен
спуст — 31; слалом - 34; велеслалом — 56; супервелеслалом — није зав.; суперкомбинација — 21.